# Belgiens damlandslag i landhockey
Belgiens damlandslag i landhockey (franska: Équipe de Belgique de hockey sur gazon féminin) representerar Belgien i landhockey på damsidan. Laget slutade på tredje plats i världsmästerskapet 1978.

### Fotnoter
1. ↑  Todor Krastev (19 mars 1978). ”Women Field Hockey World Cup 1978 Mandelliu (FRA) - 17-24.03 Winner Netherlands” (på engelska). Sport Statistics. Arkiverad från originalet den 4 mars 2016. https://web.archive.org/web/20160304032812/http://www.todor66.com/hockey/field/World/Women_1978.html. Läst 27 juli 2015.